# Dennis Gabor
Dennis Gabor, Commander of the British Empire (quan thống lĩnh của đế chế Anh), Fellow of the Royal Society (hội viên học viện xã hội hoàng gia), (sinh ngày 5/6/1900 tại Budapest, mất ngày 9/2/1979 tại London), là một kĩ sư điện và nhà sáng chế người Anh-Hungarian, ông nổi tiếng chủ yếu nhờ phát minh ra ảnh toàn ký (holography) (phép chụp ảnh giao thoa lade), và nhờ đó sau này ông được nhận Giải Nobel Vật lý vào năm 1971.

## Tiểu sử
Ông sinh ra trong một gia đình Do Thái ở Budapest, Hungary. Ông phục vụ cho binh chủng pháo binh của Hungary tại chiến trường Bắc Ý trong chiến tranh thế giới thứ nhất. Ông học tại trường Đại học Kỹ thuật ở Budapest từ năm 1918, sau đó ông đến Đức, học tại trường Đại Học Kỹ thuật Charlottenburg ở Berlin, nay đã được đổi tên thành trường Đại học Kỹ thuật Berlin. Bắt đầu sự nghiệp của mình, ông phân tích các tính chất của đường dẫn điện với điện áp cao bằng cách sử dụng máy dao ghi dao động "Tia Catod" (sở dĩ có tên gọi như vậy là vì máy ghi dao động này chứa 1 ống tia catod, ống này là một ống chân không có chứa một khẩu súng bắn electron và một màn huỳnh quang), và chính sự phân tích này đã làm ông đam mê "quang học electron". Sau khi học các quy trình cơ bản của máy ghi dao động, Gabor được tiếp cận với các thiết bị tia electron khác như "kính hiển vi electron" và "ống TV". Cuối cùng, ông viết luận án tiến sĩ về ống tia catod năm 1927, và sau đó nghiên cứu về đèn plasma.
Là người Do Thái, Gabor trốn khỏi Đảng quốc xã Đức vào năm 1933, và được mời tới Anh để làm việc cho ban phát triển của công ty Thomson-Houston tại Rugby, Warwickshire, Anh. Trong thời gian ở Rugby, ông gặp Marjorie Butler, và họ cưới nhau năm 1936. Ông trở thành công dân Anh vào năm 1946, và khi đang làm việc tại British Thomson-Houston thì ông phát minh ra holography, vào năm 1947.
Ông ta tiến hành thí nghiệm với đèn hơi thủy ngân lọc. Tuy nhiên, kĩ thuật tạo ảnh không gian ba chiều đầu tiên chỉ được thực hiện vào năm 1964 sau phát minh của đèn lade vào năm 1960, nguốn "coherent light" đầu tiên (coherent light là ánh sáng có pha của sóng điện từ tại mỗi điểm nằm trên đường vuông góc với hướng của tia sáng là như nhau). Sau đó, holography được đưa vào mua bán.
Gabor cũng nghiên cứu về phương thức mà loài người giao tiếp và nghe; kết quả của công trình nghiên cứu của ông ta là lý thuyết "granular synthesis" (tổng hợp hột ???:-/), mặc dù Xenakis, một nhà soạn nhạc người Hi Lạp tuyên bố rằng ông ta mới là người đầu tiên phát minh ra cái thuyết này.
Năm 1948 Gabor rời Rugby đến trường cao đẳng Imperial College London, năm 1958 ông trở thành giáo sư Vật Lý Ứng dụng và ông nghỉ hưu năm 1967. Trong khi ở Ý suốt thời gian nghỉ hưu, ông vẫn giữ liên hệ với trường Imperial College như là một nghiên cứu sinh và trở thành nhà khoa học nghiên cứu ở phòng thí nghiệm CBS, tại Stamford, Connecticut; ở đó, ông cùng các đồng nghiệp lâu năm của mình, chủ tịch của CBS's Labs, tiến sĩ Peter C. Goldmark trong nhiều nghiên cứu về truyền thông và hình ảnh. Một trong những khu ký túc xá mới của trường Imperial College ở khuôn viên Prince, đường Knightsbridge, được đặt tên là Gabor Hall nhằm nhớ công lao đóng góp của Gabor cho trường Imperial College. Ông đã phát triển một vấn đề đáng quan tâm trong sự phân tích về xã hội và đã xuất bản cuốn "The Mature Society: a view of the future" (xã hội trưởng thành: một góc nhìn về tương lai) vào năm 1972.
Theo sau sự phát triển nhanh chóng của lade và những ứng dụng rộng rãi của holography (vd: nghệ thuật, sự lưu trữ thông tin, nhận dạng), Gabor đã đạt được những thành công và thu hút sự chú ý của cả thế giới trong suốt cuộc đời của ông ấy. Bên cạnh giải Nobel, ông còn nhận được rất nhiều giải thưởng khác.

## Liên kết
- Short biography
- Gabor's Nobel Prize lecture Lưu trữ ngày 14 tháng 6 năm 2006 tại Wayback Machine
- Nobel Prize presentation speech by Professor Erik Ingelstam of the Royal Swedish Academy of Sciences
- Biography